# Редмонд, Дерек
Дерек Энтони Редмонд (англ. Derek Anthony Redmond; 3 сентября 1965, Блечли, Бакингемшир, Великобритания) — британский легкоатлет, бегун на короткие дистанции.
Был обладателем британского рекорда в беге на 400 метров. Выиграл золотые медали в эстафете 4×400 метров на чемпионатах мира, Европы и Играх Содружества. Во второй половине 1980-х годах входил в топ-10 в беге на 400 м.
Получил дополнительную известность на Олимпийских играх 1992 года в Барселоне. Во время полуфинального забега на 400 метров порвал связки в правой ноге и упал на дорожку. Хромая, попытался закончить дистанцию. С трибун к нему подбежал отец и помог дойти до финиша. Зрители устроили им овации. С появлением интернета видеозапись стала мотивационным роликом, посвящённым человечности. «Виза» и «Найк» использовали этот случай в рекламе.
Был женат на британской пловчихе Шэрон Дэвис. Брак впоследствии распался.